# Burgena chalybeata
Burgena chalybeata là một loài bướm đêm trong họ Noctuidae.